# 和志取神社 (岡崎市)

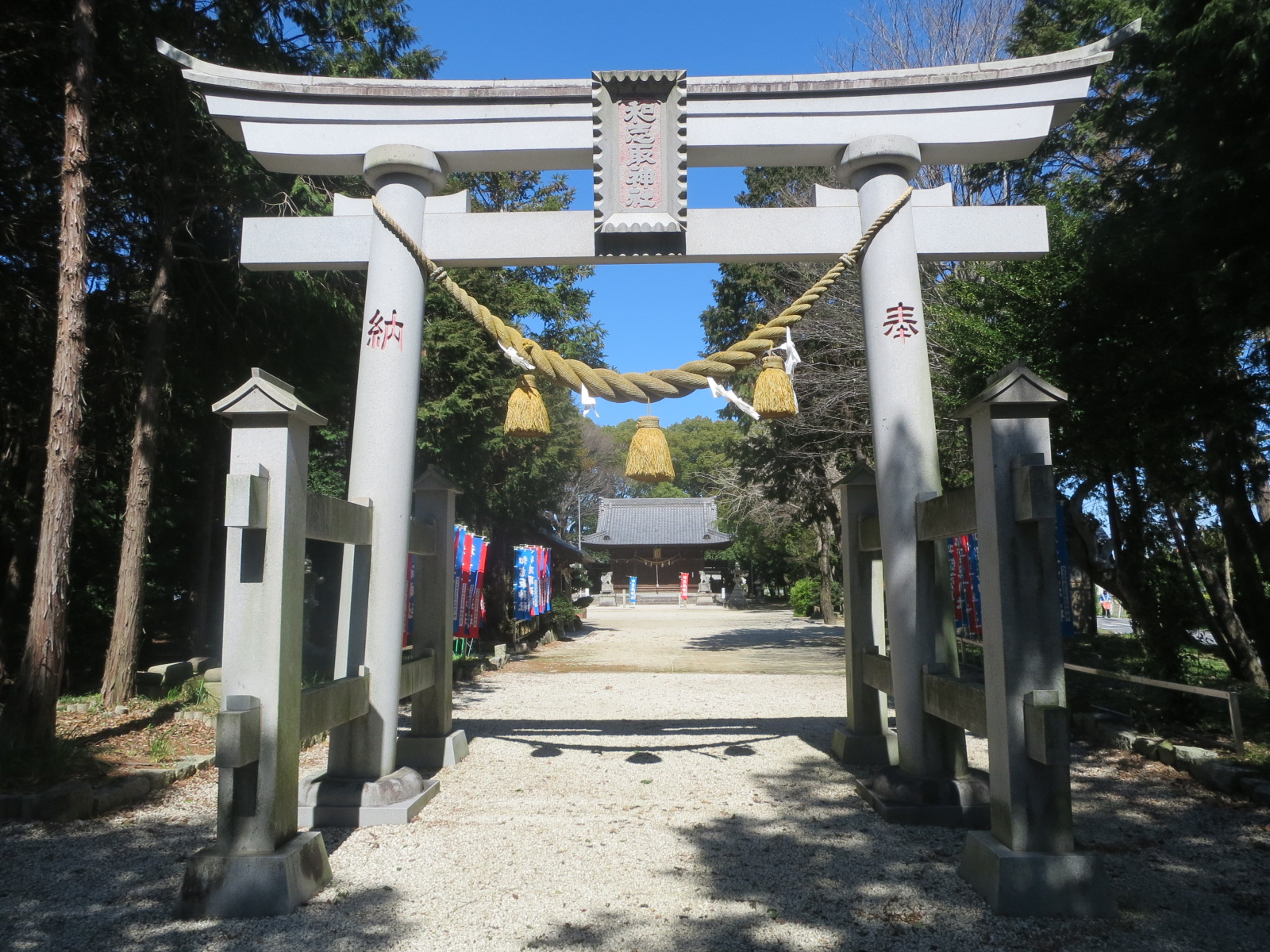
和志取神社の鳥居

和志取神社（わしとりじんじゃ）は、愛知県岡崎市西本郷町にある神社。岡崎観光きらり百選に選定されている。

## 概要
創立については不明な点があるが、『延喜式』巻9・10に記載された古代の碧海郡6座のうちの一つとされる。創建は奈良時代にまでさかのぼって考えられ、碧海郡下の駅家郷や鳥取駅家との密接な関係が推測される。平安時代末期から鎌倉時代にかけて成立したとされる『三河国内神明名帳』に、「正五位下鷲取天神」と記されている。
祭神は五十狭城入彦皇子。西本郷町の蓮華寺の西に和志山古墳と呼ばれる古墳がある。すなわちこれが五十狭城入彦皇子の墓である。
1870年（明治3年）に長谷部神社と改称。1874年（明治7年）5月、教部省の指令で式内和志取神社とされたが、翌1875年（明治8年）2月に取り消され旧称に戻った。1879年（明治12年）に未定式社和志取神社の社号を認められ、1916年（大正5年）12月28日、郷社とされた。
明治時代初期の廃仏毀釈の折、境内にあった大日堂が東隣に移転する。大日堂所蔵の木造金剛界大日如来坐像と木造聖観世音菩薩立像は1961年（昭和36年）3月30日に岡崎市指定文化財目録に指定されている。
江戸時代から明治の中期頃までは、本神社の祭礼といえば「おまんとう」または「オマント」であり（馬之塔の意）、煙火が上がるのが通例であった。
毎年、祈年祭、春季祭、例祭、新嘗祭と4回大祭が行われている。特に秋の新嘗祭では、豊年を祝う甘酒祭が1915年（大正4年）から今日まで続けられている。また、矢作西小学校の児童が浦安の舞を受け継いでいる。

## 交通手段
- 名鉄名古屋本線 宇頭駅下車、南東へ約1,100メートル。